# Na Hje-sok
Na Hje-sok (28. dubna 1896 Suwon – 10. prosince 1948 Soul) byla korejská malířka, spisovatelka a průkopnice feminismu v Koreji. Byla první korejskou profesionální malířkou.

## Životopis
Narodila se v bohaté úřednické rodině. V sedmnácti letech ji otec poslal na uměleckou školu do Tokia v Japonsku (jehož kolonií Korea tehdy byla). Roku 1910 se vrátila do vlasti. Pracovala jako učitelka a věnovala se malbě v evropském stylu. Roku 1919 se podílela na sérii protijaponských demonstrací známé jako Hnutí 1. března, za což byla uvězněna. Rodina jí ovšem zaplatila dobrého právníka a tak byla brzy propuštěna. Její obhájce Kim U-Jeong se stal posléze jejím manželem a ve 20. letech jedním z nejdůležitějších korejských úředníků, který pracoval i pro japonskou vládu. Díky tomuto postavení mohl své ženě dopřát roční studijní pobyt v Paříži. Zde se zdokonalovala v umění malby, ale také měla poměr s mladým dvacetiletým korejským aktivistou Choe Rinem. Po jejím návratu do Koreje věc vešla ve známost, vypukl skandál, muž se s ní rozvedl a ona ztratila nárok na děti i jakékoli společenské postavení, ačkoli jako malířku ji společnost stále oceňovala. To ji vedlo k feministické kritice, která vyzdvihla dvojí metr korejské společnosti, kdy mužům jsou sexuální aféry tolerovány, zatímco ženy existenčně ohrožují (její slavný esej Zpověď rozvedené z roku 1934).
Později podrobila kritice obecnější nerovnost mezi muži a ženami v manželství a při výchově dětí. Navrhla při tom například zřídit institut “zkušebního manželství”, kde by partneři zjistili, jak moc se k sobě hodí. To vyvolalo další skandál, neboť společnost esej pochopila jako obhajobu předmanželského sexu. Prodej jejích obrazů prudce poklesl a ona se dostala do existenční nouze. V závěru života se stala závislou na charitativní pomoci jednoho buddhistického kláštera. Zemřela v chudobě, v zařízení pro tuláky. Není známo, kde byla pohřbena.